# Harold Rhodes
Harold Rhodes (Harold Burroughs Rhodes) (San Fernando, Kalifornia, 1910. december 28. – Canoga Park, Kalifornia,  2000. december 17.) a róla elnevezett Rhodes elektromos zongora fejlesztéséről híres, szakmája szerint zongoratanár és zenész.

## ARhodeskifejlesztésének háttere
A második világháború ideje alatt az Amerikai Légierő repülési oktató tanfolyamán vett részt, itt barátait tanította zongorázni. Egy sebészt a támaszponton lenyűgözte Harold tehetsége és megkérte, hogy segítsen a sebesült katonák felépülésében gyors, egyszerű és szórakoztató tanítási módszerével. Mivel nem létezett olyan kis zongora, melyen az ágyban fekvő sérült katonák játszhattak volna, ezért úgy döntött, felesleges repülőgépalkatrészekből állít össze egyet. Ez volt a Xylette, vagy más néven az Army Air Corps Piano, egy ölben játszható 2két és fél oktávos elektromos zongora, melyben a hangok megszólalásáért B-17-es bombázó repülőgépekhez tartozó alumíniumcsövek feleltek. A katonák zenei képzése, valamint maga a kifejlesztett hangszer olyan sikeres volt, hogy a hadügyminisztérium megkérte, készítsen a Xylette-hez tervrajzokat és használati utasítást, hogy megkezdhessék a gyártást. 1942 és 1945 között mintegy 125 ezer darabot készítettek. Végtére is több mint negyedmillió katona[forrás?] tanult meg játszani a billentyűs hangszeren és megkapta a hadügyminisztérium legmagasabb civileknek járó elismerését, a Commemoration of Exceptional Civilian Service-t, vagyis a Kivételes Civil Szolgálatért járó kitüntetést, melyet "zenei terápiás program kitartó kidolgozásáért" kapott.
Az 1950-es évek végén társult Leo Fenderrel és megkezdődött a nagyobb modellek fejlesztése. (Részletesebben lásd a Rhodes szócikk alatt). Egy billentyűs magazinnak adott későbbi, 1993-as (mikor már világszerte ismertté és kedveltté váltak a nagyobb Rhodes modellek) interjújában tanítási módszerének kidolgozását tartotta élete fontos munkájának, nem pedig a Rhodes zongorák fejlesztését. Ekkoriban kezdett a Los Angeles-i Foshay Jr. középiskolában diákokat tanítani. Az első óra keretében elvitte őket egy fakereskedésbe, hogy mindenki készíthessen magának egy zongorát. Ezt a programot több Los Angeles-i iskolában is meghonosították. 1997-ben ezért dicséretet is kapott.

## Életének vége
A Los Angeles-i Zongorastudióban tanított és beleszeretett Margit nevű tanítványába. Levélben megkérte a kezét édesapjától, de nem kapott választ, azt gondolta, Margit már nem szereti és később hozzáment egy másik nőhöz. 1991-ben, Margit özvegy volt és mikor egyszer meghallotta egy Rhodes hangját, úgy döntött, felhívja Haroldot. A hívás végtelenül boldoggá tette és hamarosan összeházasodtak, Harold vele élt élete végéig. Ezután újra bele szeretett volna kezdeni Rhodes zongorák gyártásába és ezt családi vállalkozássá szerette volna tenni, biztosítva gyermekei jövőjét, azonban ezt a tervét sajnos már nem tudta megvalósítani. Tüdőgyullasás szövődményei okozták halálát. A Canoga Park-ban található Beverly Manor otthonban lakott betegségében, itt hunyt el 11 nappal a 90. születésnapja előtt. 11 gyermeke és 9 unokája gyászolta.